# Cotylorhiza erythraea
Cotylorhiza erythraeaは、イボクラゲ科に属するクラゲの一種である。1908年にスエズ運河で採集された個体に基づいて記載された。本来の生息地は紅海であると考えられているが、地中海東部にも侵入している。地中海在来の近縁種であるコティロリーザ・ツベルクラータとは、本種は小型であること（最大直径9センチメートル）、傘の中央が盛り上がらないこと、触手に触手瘤がないこと、体色が白いことなどで区別できる。